# Édouard Pingret
Édouard Henri Théophile Pingret né à Saint-Quentin (Aisne) le 30 décembre 1785 et mort à Paris le 3 juillet 1869 est un peintre et lithographe français.

## Biographie
Édouard Pingret est le fils d'une famille de la bourgeoisie. Son père, Antoine Adrien, maître menuisier à Saint-Quentin, est l'époux de Marie Josèphe Bachelet, sœur de Georges Quentin Bachelet, architecte de cette ville et parrain de l'enfant.
Le 1er août 1832, Édouard Pingret épouse à Paris, Victoire Brouet, originaire de Sens, fille de tonnelier. Il a pour neveu Arnold Joseph Pingret (1798-1862), devenu pour sa part graveur sur médailles à Paris.
Il est inhumé à Paris au cimetière Montmartre (9e division, avenue des Anglais), aux côtés de son épouse, sa fille, son gendre et son petit-fils.

## Carrière artistique
Le père d'Édouard Pingret serait lié aux hautes sphères de l'aristocratie protestante et est homme de loi. Pendant la Révolution, il est nommé représentant pour le département de l'Aisne à la Convention. Aussi a-t-il une résidence secondaire à Paris.
Édouard Pingret étudie la peinture avec Jacques-Louis David et avec Jean-Baptiste Regnault, puis à l'Académie de Saint-Luc à Rome. En 1808, il peint un portrait de Napoléon Ier. À partir de 1810, il expose aux Salons de Paris. En 1831, il est nommé chevalier de la Légion d'honneur.
En 1851, il part vivre à Mexico, où il reste jusqu'en 1855. Il expose à l'Academia de Bellas Artes. Il produit de nombreuses scènes de genre, d'intérieurs mexicains qui feront sa célébrité dans toute l'Amérique. En 1851, il réalise le portrait du général Mariano Arista (Mexico, musée national).
Lithographe, il réalise une importante série de personnages et costumes des Pyrénées françaises, qui connaissent un grand succès et qui sont toujours reproduites. En 1846, il illustre le Voyage de S. M. Louis-Philippe 1er, roi des Français au Château de Windsor. Dédié à S. M. Victoria, reine d'Angleterre.

Œuvres d'Édouard Pingret
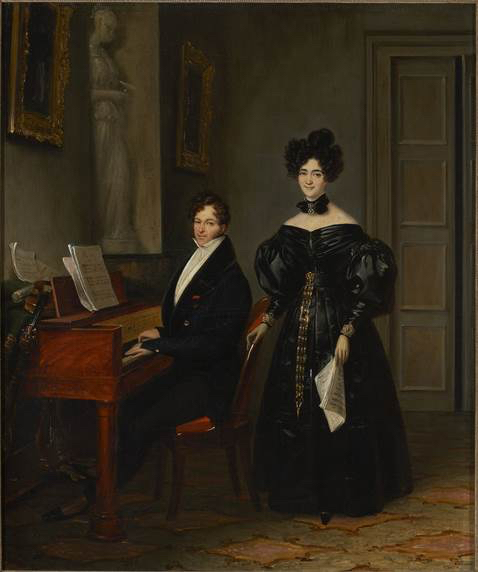
François-Adrien Boieldieu et Jenny Philis-Bertin (1830), musée des Beaux-Arts de Rouen
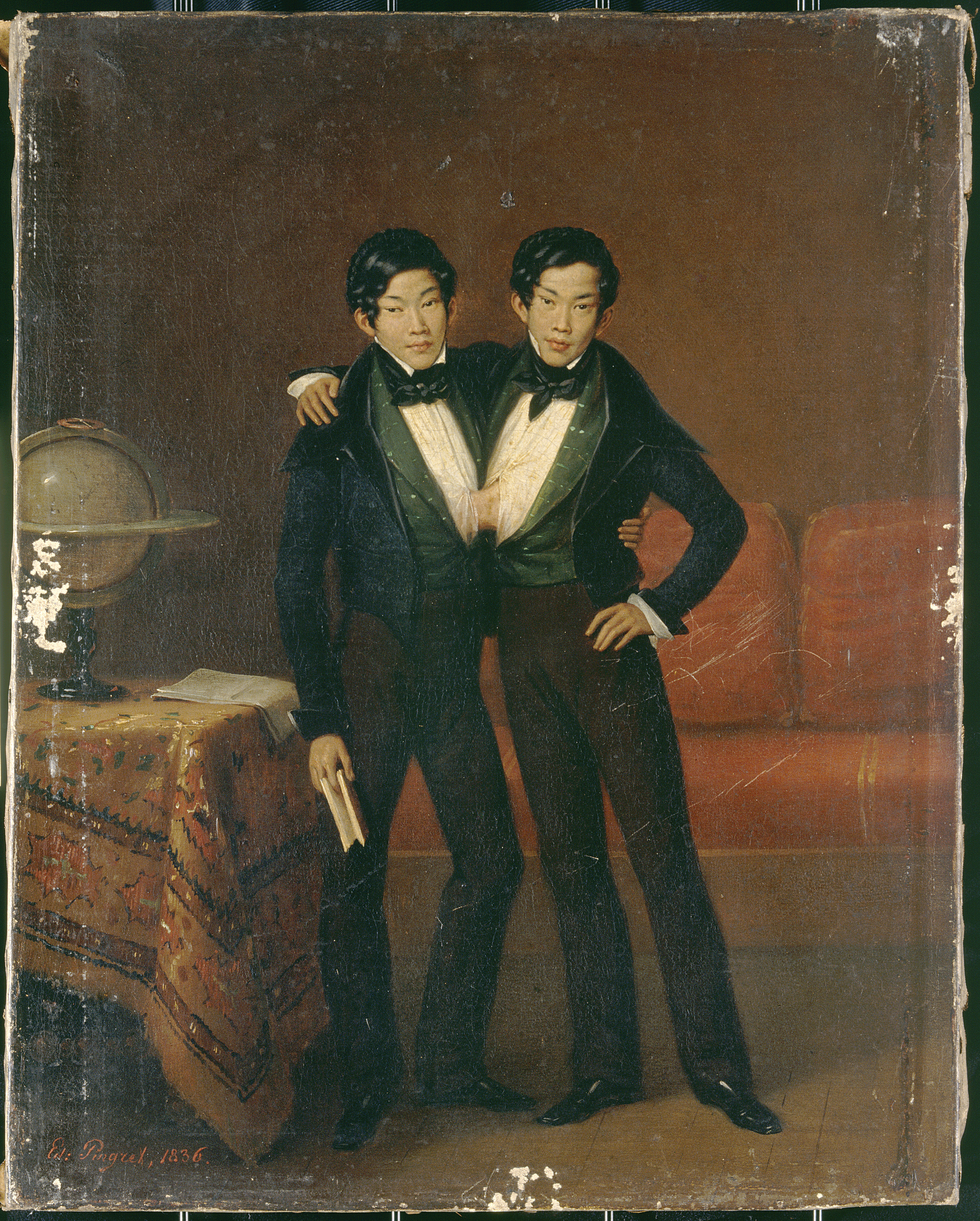
Chang et Eng Bunker (1836), Londres, Wellcome Collection.
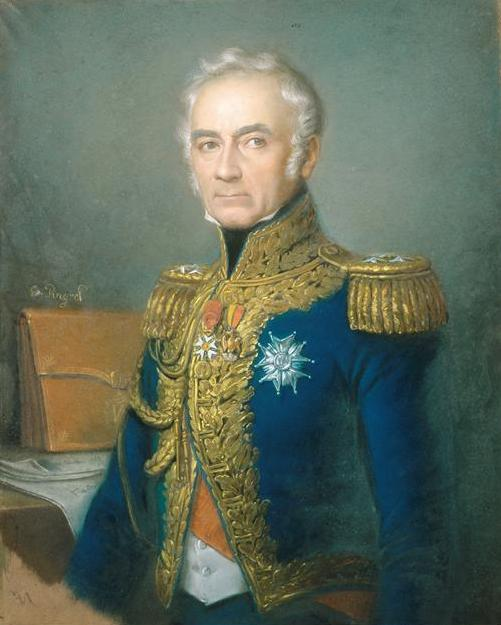
Le Général comte C. T. de Montholon (vers 1840), pastel, Paris, musée de l'Armée.
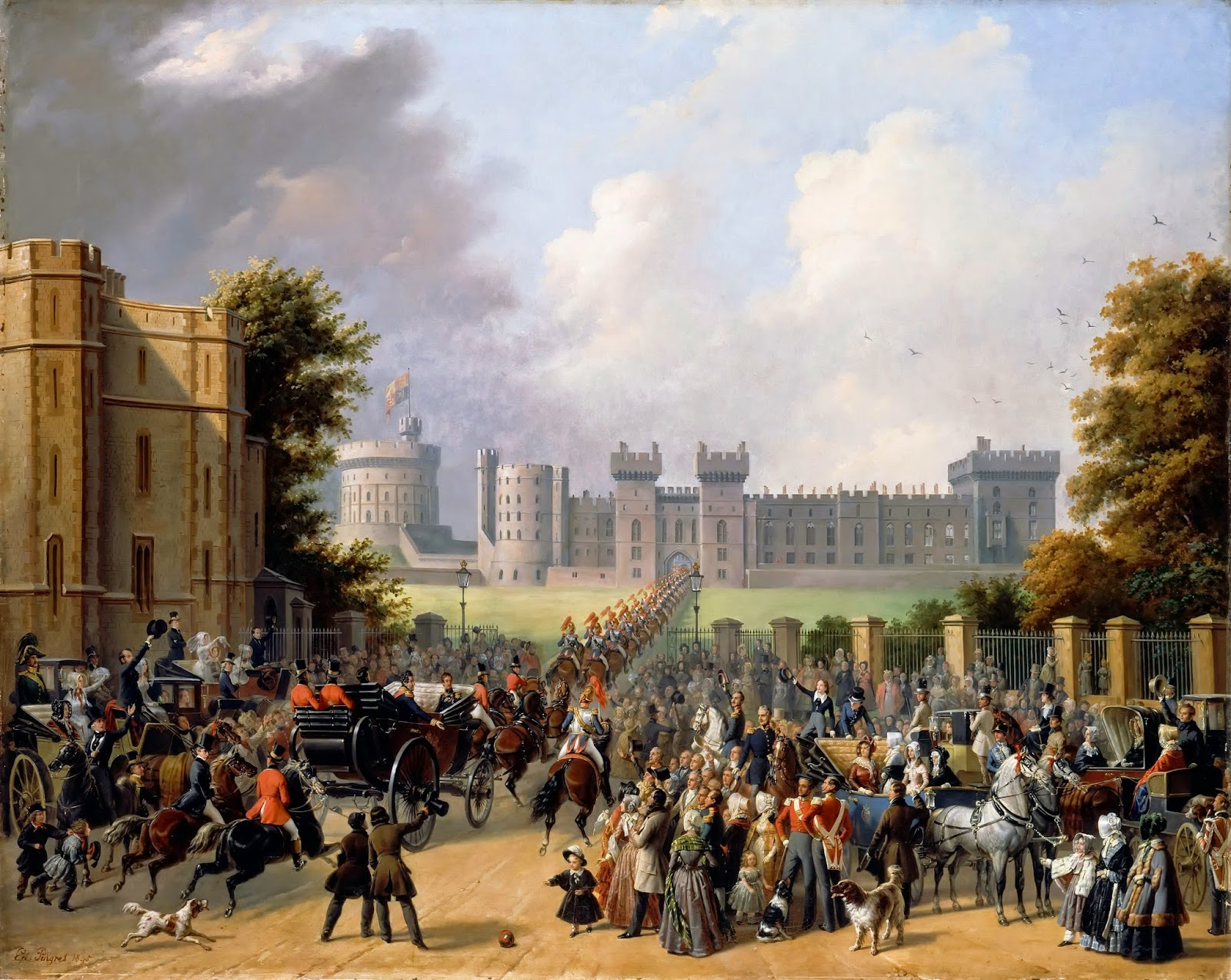
Arrivée de Louis-Philippe et de son fils le duc de Montpensier au château de Windsor, 8 octobre 1844 (1845), Versailles, musée de l'Histoire de France.
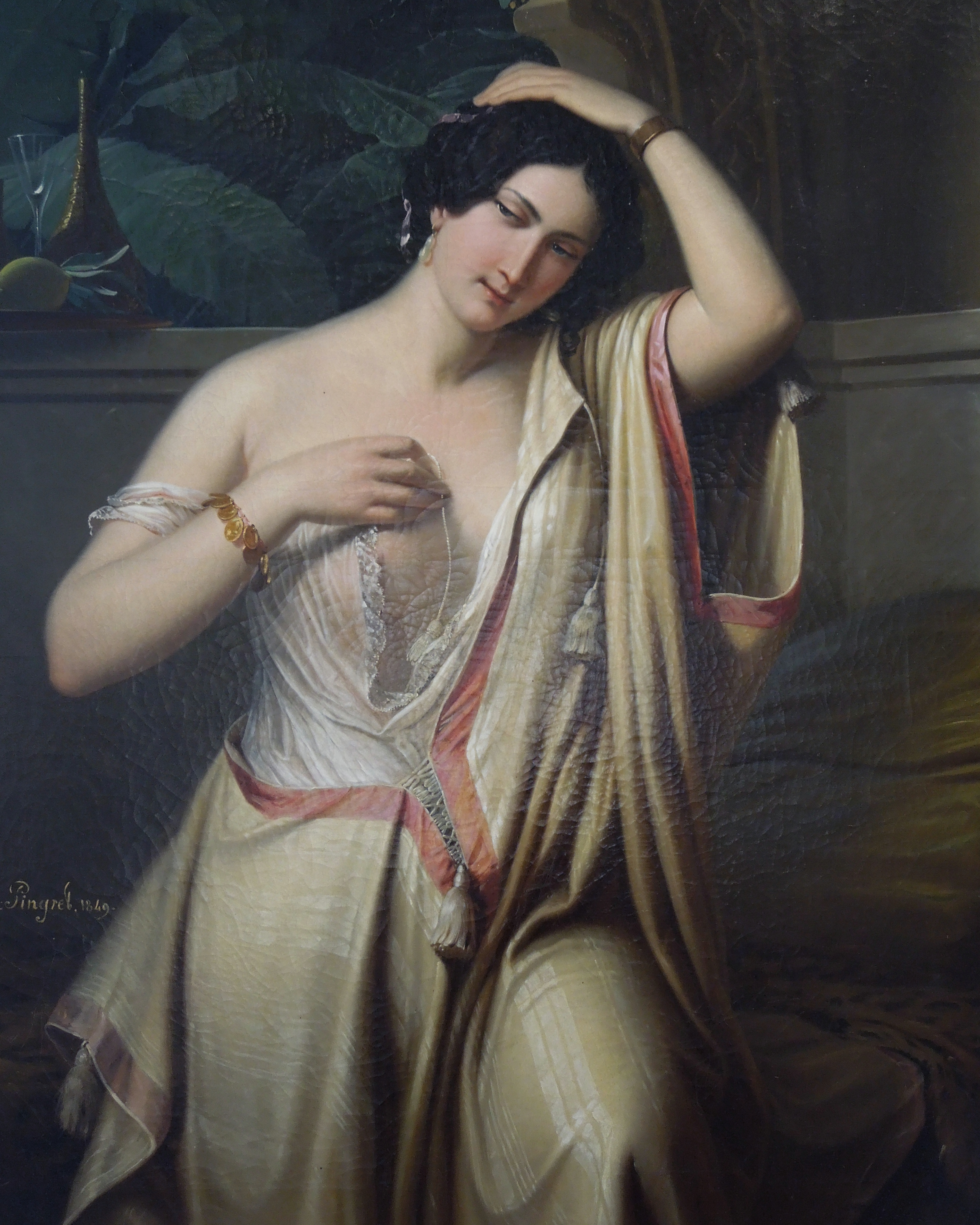
L’Almée (1849), Nice, musée Masséna.

Lithographies d'Édouard Pingret, bibliothèque municipale de Toulouse, fonds Ancely
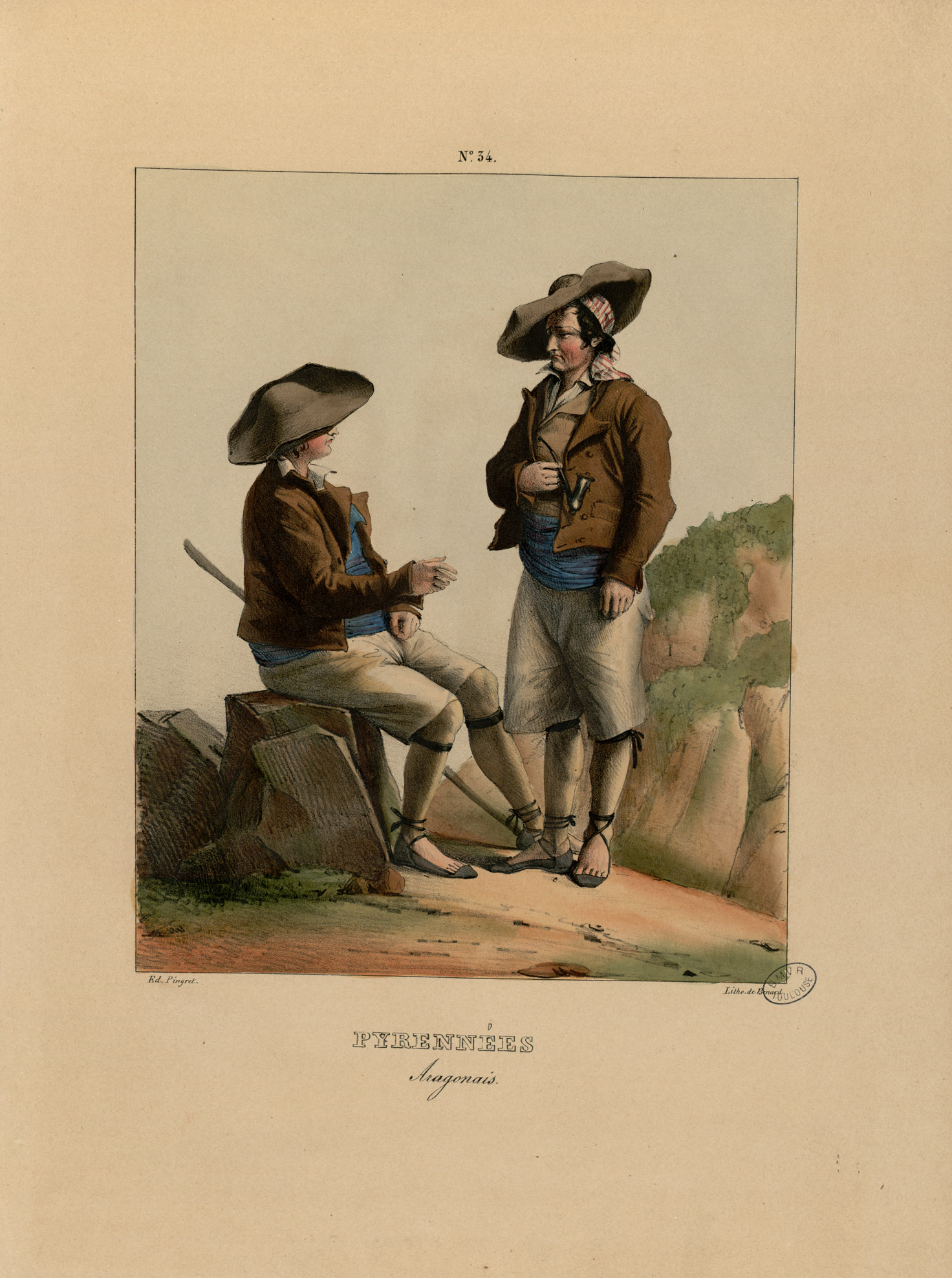
Aragonais
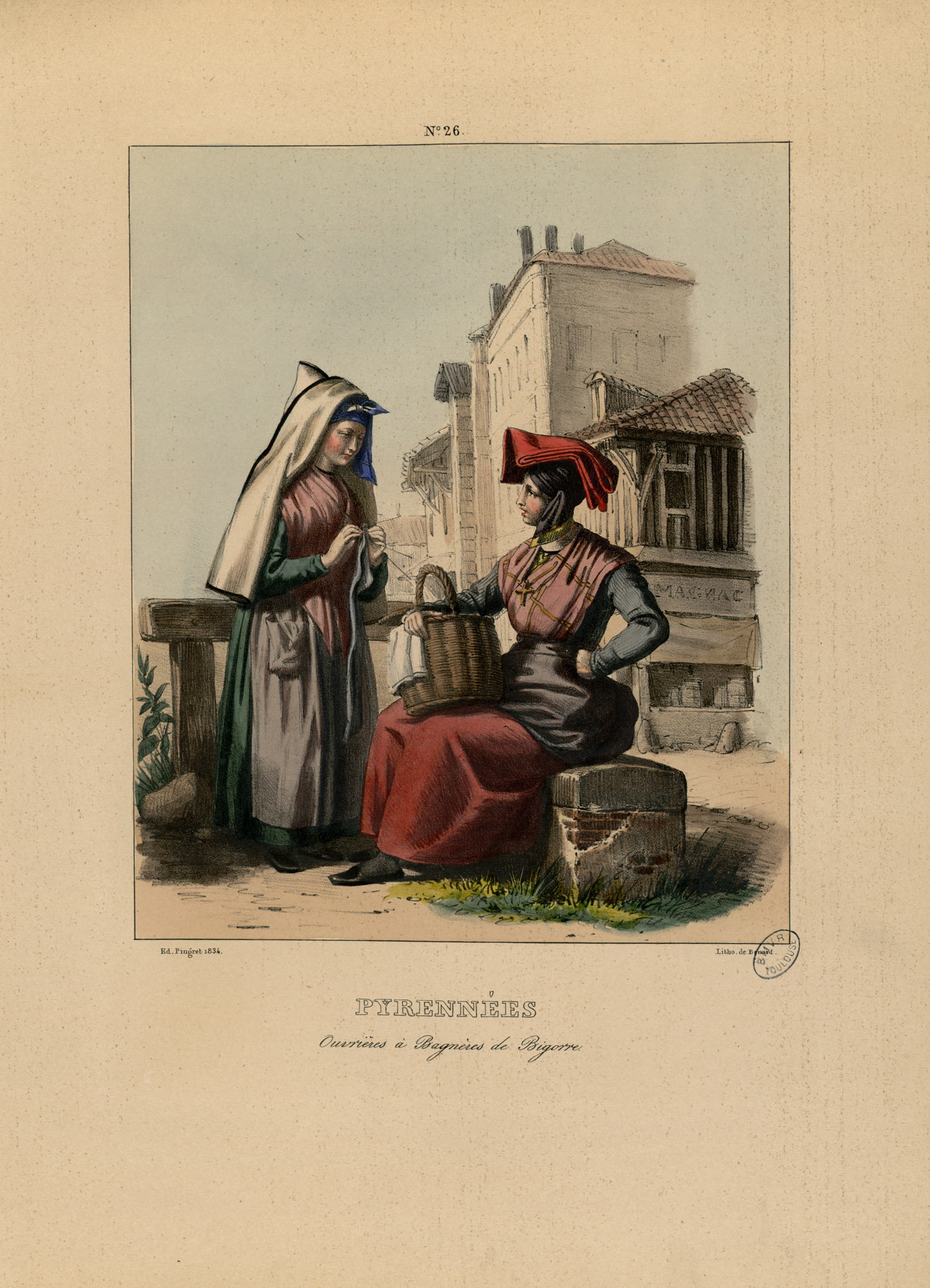
Ouvrières à Bagnères de Bigorre
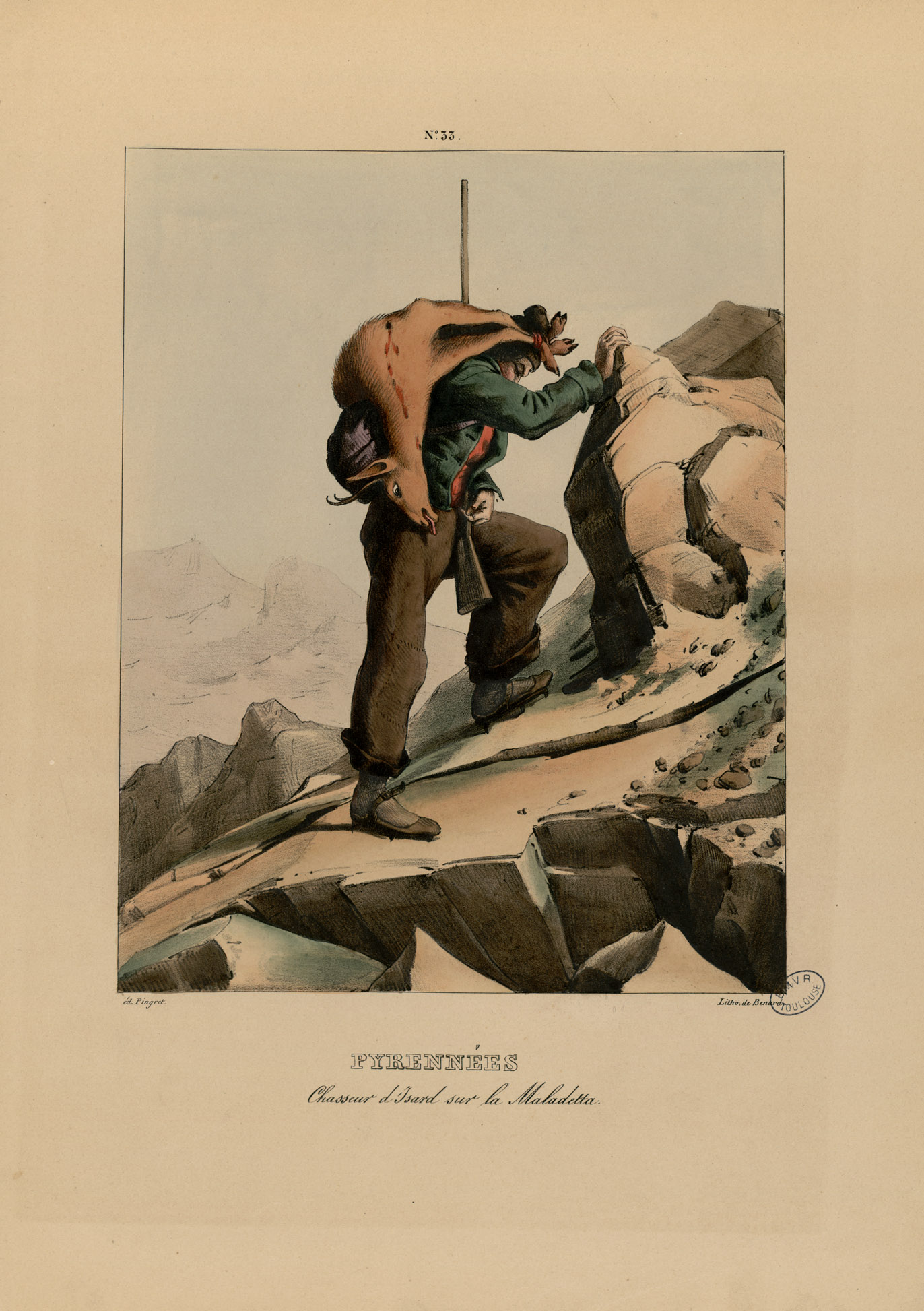
Chasseur d’isard sur la Maladetta
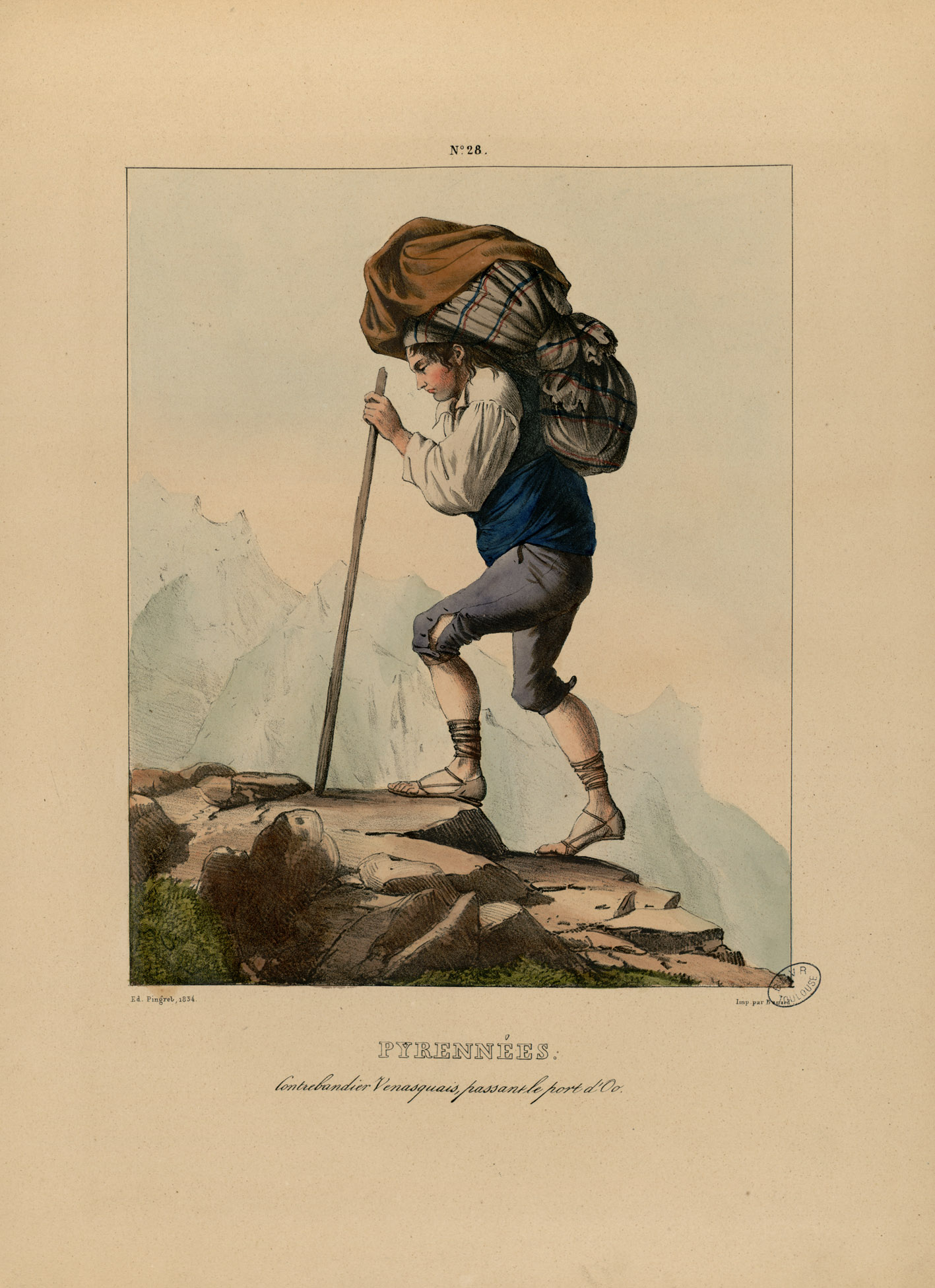
Contrebandier vénasquais au port d’Oo
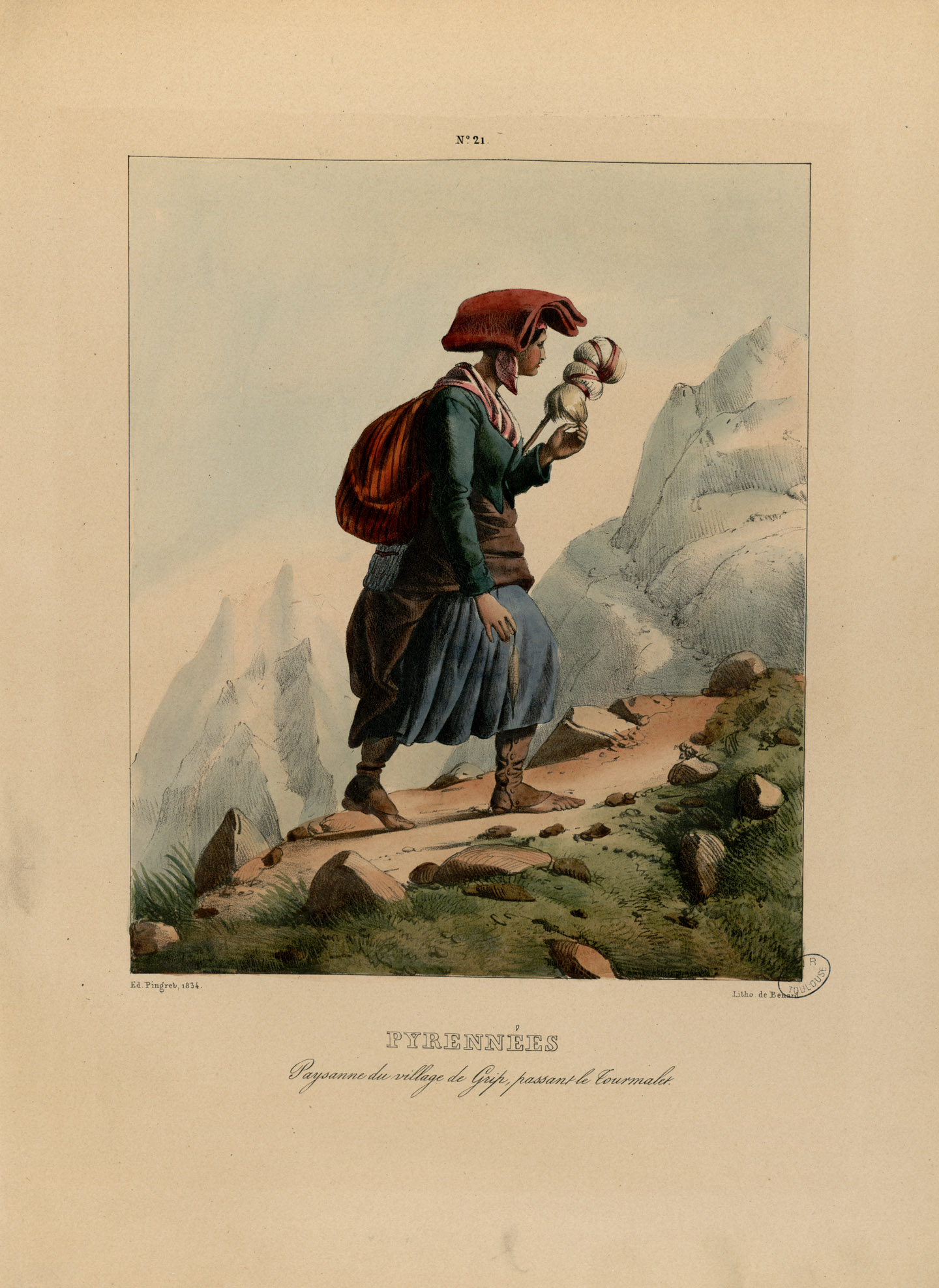
Paysanne de Gripp au Tourmalet